# 1958 au Canada
Pour un article plus général, voir Chronologie du Canada.
Cet article traite des événements qui se sont produits durant l'année 1958 au Canada.

## Événements

### Politique

Élection fédérale de 1958

- 16 janvier : Louis St. Laurent démissionne de sa fonction de Parti libéral du Canada et annonce quitter la politique canadienne, il est remplacé par Lester Pearson.

- 19 et 20 février : Ellen Fairclough devient la première femme à être première ministre du Canada par intérim.
- 25 mars : premier vol du Avro Canada CF-105 Arrow.
- 31 mars : élection fédérale. John Diefenbaker (progressiste-conservateur) est réélu Premier ministre fédéral.
- 2 août : célébration du centenaire de la colonie de la Colombie-Britannique

- 29 décembre : début de la grève des réalisateurs de Radio-Canada, annonçant la Révolution tranquille.

#### Visite royale
- 12 juillet au 11 août : La princesse Margaret visite l'ensemble du pays.
- octobre : Le prince Philip visite Ottawa pour présider deux réunions lors de la conférence mondiale d'English-Speaking Union.

### Sport

#### Hockey
- Fin de la Saison 1957-1958 de la LNH suivi des Séries éliminatoires de la Coupe Stanley 1958. les Canadiens de Montréal remportent la Coupe Stanley contre les Bruins de Boston.
- Les Canadiens de Hull-Ottawa remportent la Coupe Memorial 1958.
- Début de la Saison 1958-1959 de la LNH.

#### Football
- Fondation de la Ligue canadienne de football.
- 46e finale de la Coupe Grey - Blue Bombers de Winnipeg 35, Tiger-Cats de Hamilton 28.

### Science
- 5 juin : fondation de l'Association mathématique du Québec.

### Culture
- 16 juillet : ouverture du Centre théâtre du Manitoba.

Chanson
- La famille Soucy interprète C'est en revenant de Rigaud.

#### Cinéma
- Les Raquetteurs de Gilles Groulx.

#### Livre
- Roman Agaguk de Yves Thériault.
- Les Chambres de bois de Anne Hébert.

#### Télévision
- Marc Favreau incarne le personnage de Sol qui sera utilisée pour les émissions pour enfants et ensuite comme humoriste.

### Naissance
- Mario Laguë, diplomate et ambassadeur.
- 8 mars : Raymond Simard, homme politique.
- 10 mars : Gary Goodyear, homme politique.
- 7 avril : Ted Nolan, joueur de hockey sur glace.
- 24 juin : Jean Charest, premier ministre du Québec.
- 28 juillet : Terry Fox, marathonien et militant pour la recherche dédiée au traitement du cancer.
- 15 août : Craig MacTavish, joueur de hockey sur glace.
- 19 août : Darryl Sutter, joueur de hockey sur glace.
- 17 septembre : Monte Solberg, homme politique de la circonscription fédérale de Medicine Hat.
- 3 novembre : Kevin Sorenson, homme politique de la circonscription fédérale de Crowfoot.
- 24 décembre : Lyse Doucet, présentatrice et correspondante.
- 25 décembre : Alannah Myles, chanteuse.
- 26 décembre : David Miller, maire de Toronto.

## Décès
- 7 janvier : Margaret Anglin, comédienne.
- 16 janvier : Charles Bélec, homme politique fédéral provenant du Québec.
- 26 juin : George Orton, athlète.
- 21 juillet : Oscar L. Boulanger, homme politique fédéral provenant du Québec.
- 2 septembre : George Stewart Henry, premier ministre de l'Ontario.
- 11 septembre : Camillien Houde, maire de Montréal.
- 2 octobre : Charles Avery Dunning, premier ministre de la Saskatchewan.
- 10 novembre : Billy Boucher, joueur de hockey sur glace.